# Повний нокдаун
Повний нокдаун (англ. American Fighter) — американський біографічний бойовик 2019 року виробництва, режисер Шон Пол Пічініно. Сценаристи Шон Пол Пічініно й Карл Морріс; продюсери Алі Афшар та Крістіна Мур. Світова прем'єра відбулася 28 липня 2019 року; прем'єра в Україні — 20 травня 2021-го.

## Зміст
Підліток перебуває в жахливому стані. Щоби врятувати свою важкохвору матір він змушений зануритися в світ підпільних боїв. Перед обличчям жорстокосердих суперників юнакові доведеться з'ясувати, з якого тіста він зроблений.

## Знімались
- Джордж Костурос
- Шон Патрік Фланері
- Крістіна Мур
- Джон Дюсі
- Томмі Фленаган
- Браян Крейг
- Парвіз Сайяд
- Алі Саам